# Silnice I/4
Silnice I/4 je česká silnice I. třídy vedoucí z Prahy do jihozápadních Čech a dále do Německa (směr Pasov). Je dlouhá 107,55 km. V Praze navazuje na povltavskou levobřežní jižní radiálu (Strakonická). V úseku Jíloviště – Háje a Radobytce – Nová Hospoda je silnice označena jako dálnice D4. V některých úsecích (kolem Milína a Mirotic) je již vystavěna v polovičním profilu budoucí dálnice.
Silnice I/4 vede přes Strakonice a Vimperk, v nevelké vzdálenosti míjí Příbram a Písek. V obci Kubova Huť šplhá až do výšky 1004 m n. m. a je tak jednou ze 4 silnic I. třídy, které překonávají hranici 1000 m n. m..
Silnice kopíruje průběh staré císařské pasovské silnice, která byla stavěna v letech 1812–1830.

## Vedení silnice

### Praha
Praha–Lahovice – Silnice začíná v místech MÚK Lahovice, křížení s II/101, II/102 a s D0, navazuje Strakonická ulice. Dále vede jako čtyřpruhová silnice, podle nového územního plánu hlavního města Prahy má být převedena na dálnici D4.
- MÚK Praha–Zbraslav sever
- MÚK Praha–Lipence

### Středočeský kraj

#### Okres Praha-západ
- vyústění Pražské ulice z Jíloviště (pouze směrem k Praze)
- MÚK Jíloviště, křížení s III/11513, dále pokračuje jako dálnice D4

#### Okres Příbram

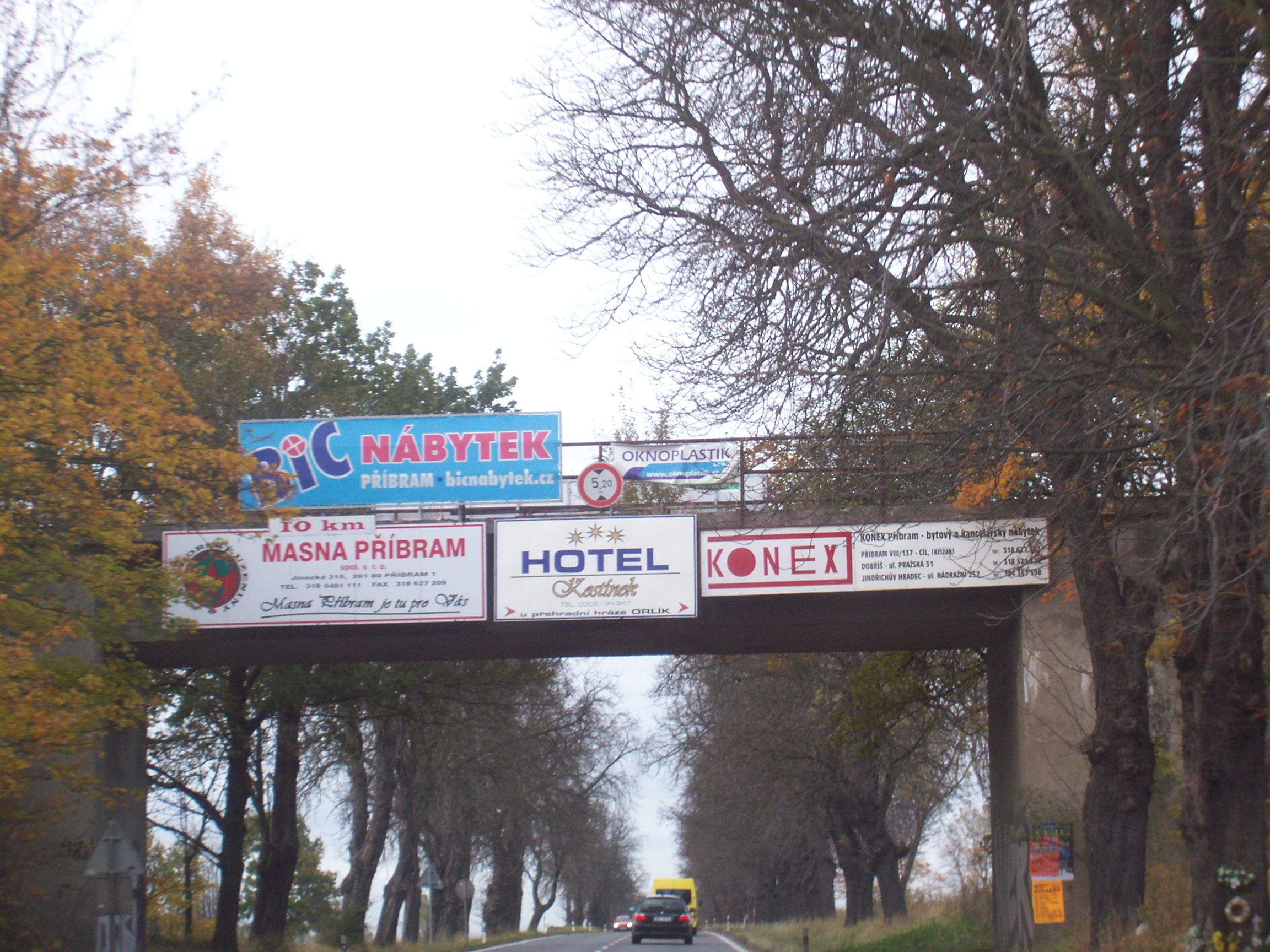
Přemostění bývalé železniční vlečky Tochovice–Orlík u Chraštic

- křížení s II/118, konec dálnice D4
- křížení s III/11812
- Milín, MÚK s I/66
- křížení s III/0049
- křížení s III/0047
- Čmín, křížení s III/0046 a III/0046a
- křížení s III/0048
- podjezd pod zrušenou tratí Tochovice–Orlík
- křížení s III/0048
- křížení s III/00410
- křížení s III/00414
- Chraštičky, křížení s III/00414, III/00415 a III/10245
- Zalužany, křížení s III/00436

### Jihočeský kraj

#### Okres Písek
- křížení s I/19
- křížení s III/00420
- křížení s III/00421b
- Krsice
- Čimelice, křížení s III/12118
  - křížení s III/1758
  - křížení s III/1217
- křížení s III/1757
- MÚK s II/121 a III/00423
- Radobytce, křížení s III/00423 dále jako dálnice D4
- MÚK Nová Hospoda, konec dálnice D4, křížení s I/20, II/604, III/12118 (peáž s I/20)
- křížení s III/00425
- Drhovle
- křížení s III/00426

#### Okres Strakonice
- křížení s III/00427
- křížení s III/1396
- Kbelnice, křížení a peáž s II/139
- Rovná, křížení s III/00428
- křížení s III/1406
- křížení s III/13913
- Strakonice
  - křížení s II/173
  - křížení s III/00429
  - křížení a peáž s I/22
- křížení s III/1427
- křížení s III/00430a
- Přední Zborovice, křížení s III/00431
- Strunkovice nad Volyňkou
- křížení s II/170
- křížení s III/14210
- křížení s III/1425
- Volyně
  - křížení s II/142
  - křížení s II/144
  - křížení s III/1704
- křížení s III/1441

#### Okres Prachatice
- křížení s III/1442
- křížení s III/1707
- křížení s III/14410
- Čkyně
  - křížení s III/14415
  - křížení s II/171
- U Smítků, křížení s III/14521
- křížení s III/00434
- křížení s III/14519
- Sudslavice
- křížení s III/00435
- Vimperk, křížení s II/145
- křížení s III/1673
- Solná Lhota
- Korkusova Huť
- Kubova Huť
- Horní Vltavice, křížení s II/167 a III/14143
- křížení s I/39
- křížení s III/14144
- Řasnice
- Hliniště, křížení s III/14142
- Strážný
- Hraniční přechod Philippsreut

Dále silnice pokračuje jako silnice 12 na Passau (Pasov).

## Větve a ramena

### 4A
- levé (západní) rameno v Kunžvartském sedle, délka 0,224 km[3]

### 4H
- doprovodná komunikace k dálnici D4 mezi exitem 41 Skalka a exitem 45 Háje přes Dubenec a Bytíz, délka 4,649 km, v Mapách.cz označeno jako II/604[3]

### 4I
- úsek bývalé silnice I/4 jihozápadně od Dubence, délka 0,226 km[3]

## Modernizace silnice
| Číslo | Název                           | Délka   | Kategorie     | Zahájení výstavby | Uvedení do provozu | Křižovatky              |
| ----- | ------------------------------- | ------- | ------------- | ----------------- | ------------------ | ----------------------- |
| C90   | Nová Hospoda, úprava MÚK        | -       | -             | plánováno 2028    | plánováno 2030     | Nová Hospoda            |
| C68   | Strakonice–Vimperk              | 22,8 km | 11,5/70-60    | bude oznámeno     | bude oznámeno      |                         |
|       | Strunkovice nad Volyňkou–Volyně | 3,4 km  | 9,5/90        | plánováno 2030    | plánováno 2032     |                         |
| C82   | Volyně – Zlešice                | 7 km    | 9,5/90 9,5/70 | plánováno 2030    | plánováno 2033     | Volyně sever Volyně jih |
| C65   | Korkusova Huť                   | 1,4 km  | 9,5/60        | bude oznámeno     | bude oznámeno      |                         |
| C66   | Kubova Huť                      | 3,2 km  | 9,5/60        | bude oznámeno     | bude oznámeno      |                         |
| C67   | Horní Vltavice                  | 4,5 km  | 11,5/60       | bude oznámeno     | bude oznámeno      |                         |
|       | Nová Houžná - Hlíniště          | 5,8 km  | 9,5/60        | 07/2004           | 10/2007            |                         |
|       | Hlíniště - Strážný              | 3 km    | 9,5/60        | 03/1999           | 11/2001            |                         |
|       | Strážný, přeložka               | 1,3 km  | 11,5/60       | 06/1992           | 07/1993            |                         |
|       | Hraniční přechod Strážný        | 0,4 km  | MO 24         | 09/1994           | 08/1995            |                         |

## Modernizace silnice před r. 1989[11]
| Název                        | Délka    | Kategorie    | Zahájení výstavby | Uvedení do provozu |
| ---------------------------- | -------- | ------------ | ----------------- | ------------------ |
| Přeložka Drhovle             | 0,9 km   | 11,5/80      | 1974              | 1976               |
| Drhovle - Kbelnice           | 5 km     | 11,5/80      | není uvedeno      | před r. 1975       |
| Kbelnice - Rovná             | 3,8 km   | 11,5/80      | 1977              | 1979               |
| Rovná - Strakonice           | 2 km     | 11,5/80      | není uvedeno      | před r. 1975       |
| Strakonice - MÚK ČD          | 1 km     | 11,5/80      | 1987              | 1987               |
| Průtah Strakonicemi          | 3,5 km   | není uvedeno | není uvedeno      | 1958               |
| Strakonice - Přeložka Vlčiny | 0,660 km | 11,5/80      | není uvedeno      | 1986               |
| Přeložka mimo Vlčiny         | 3,2 km   | 11,5/70      | není uvedeno      | 1978-80            |
| Čkyně stoupací pruh          | 0,980 km | není uvedeno | není uvedeno      | před r. 1989       |
| Vimperk průtah               | 1,6 km   | 11,5/60      | 1980              | 10/1986            |
| Vimperk II. etapa            | 1,1 km   | 11,5         | 1983              | 10/1986            |

## Bývalý přechod u Baní
Jako rarita byl uváděn úrovňový přechod pro chodce, který v Praze propojoval oblast ulice Lesáků s ulicí Za dálnicí, označovaný jako „přechod přes dálnici“. Novináři ho označovali za jeden z nejnebezpečnějších v Praze. Překračoval pět jízdních pruhů v sestavě 2+3 přes dělicí pás, byly to dva průběžné jízdní pruhy v každém směru a ve směru do Prahy navíc odbočovací pruh k čerpací stanici. Přechod nebyl ani vybaven světelnou signalizací, pouze byla v tomto úseku snížena maximální rychlost vozidel na 50 km/h, oproti 80 km/h v navazujících úsecích.
Podle Jiřího Nestlera byl přechod instalován v roce 2003 (v diskusi pak Jiří Nestler uváděl rok zřízení 2010) s tím, že v nejbližší době bude nahrazen podchodem nebo nadchodem. Podle radního Petra Dolínka přechod vznikl historicky po zprovoznění nové ulice Strakonické, která oddělila část Zbraslavi (tzv. „Kolonku“) od vlastní Zbraslavi, protože pro obyvatele této části nebyl do Zbraslavi žádný jiný přístup. Jeho zrušení bez náhrady by odřízlo od Zbraslavi několik domů osady Baně (asi 7 čísel popisných a několik rekreačních objektů), jde též o přímé pěší spojení Baní a Lipenců. Nejbližší přemostění ul. Strakonické byla ve vzdálenosti cca 700 m nad přechodem (ul. Na Baních) nebo 1350 m pod přechodem (ul. K výtopně) a tyto vzdálenosti byly pro funkční pěší vazby neakceptovatelné.
Podle sdělení městského radního Petra Dolínka z ledna 2015 byla stavba nadchodu vázána na souhlas vlastníka pozemků, na kterých stavba měla stát., přičemž vlastník odmítal dotčené pozemky trvale vydat, resp. kladl si nereálné požadavky jako kompenzaci za jejich vydání. Několik let před rokem 2016 se prý diskutovalo o vybudování nadchodu. Mluvčí ŘSD v lednu 2016 uvedl, že byla zpracována, respektive ještě se upravovala úvodní studie modernizace celého úseku od Pražského okruhu po Řitku, v níž bylo samozřejmě zahrnuto odstranění přechodu a nahrazení lávkou. V polovině prosince 2019 schválilo zastupitelstvo hlavního města Prahy v rámci schvalování rozpočtu výstavbu lávky za cenu 70 milionů korun, která měla přechod nahradit, přičemž na rok 2020 vyčlenilo město v rozpočtu 5 milionů korun na zahájení projektové dokumentace lávky a potřebné průzkumy. Kdy stavba měla začít však v dokumentu nebylo zmíněno.
Mimoto byl pro havarijní stav v listopadu 2019 zbourán silniční most, který začínal ve směru z Prahy sjezdovou rampou a vedl přes Strakonickou směrem k ulicím K výtopně a Za Opusem. Na jeho místě měl být do září roku 2020 postaven most nový.
Přechod zanikl v roce 2024 s otevřením podchodu ve stejném místě.

## Související silnice III. třídy
- III/0041a Jíloviště, křížení s III/1025 – Trnová
- III/0042 Klínec, křížení s III/1025 – Líšnice – Řitka, křížení s III/1024 a D4

- III/0046 I/4 – křížení s III/11819 – Bohostice, křížení s III/11819 – Dolní Líšnice, křížení s III/11822 – hráz Orlícké přehrady – Hřebeny, křížení s III/10236 – Milešov, křížení s II/102
- III/0046a I/4 – Těchařovice, křížení s III/0047
- III/0047 I/4 – Životice – Těchařovice, křížení s III/0046a
- III/0048 I/4 – Zbenice – I/4
- III/0049 Milín, křížení s III/11818 – I/4
- III/00410 Chraštice, křížení s III/00414 – křížení s III/00410a – Svojšice, křížení s III/00411 – Tušovice – Starosedlský Hrádek – Horčápsko, křížení s III/00413 – II/174
- III/00410a odbočka z III/00410 na Kletice
- III/00411 Svojšice, křížení s III/00410 – Nestrašovice, křížení s III/00416
- III/00412 MÚK Dobříš jih, křížení s D4 a III/10226 – Lhotka – Obořiště, křížení s III/11418 a III/10228 – křížení s III/11816 – Dlouhá Lhota, křížení s III/10227 a III/11421 – MÚK Příbram, Skalka, křížení s I/18 a D4
- III/00413 Horčápsko, křížení s III/00410 – žst. Tochovice – II/174
- III/00414 stará silnice, průtah obcí Chraštice, křížení s III/00410 – Chraštičky, křížení s I/4
- III/00415 Chraštičky – Řeteč, křížení s III/00416 – křížení s III/004117 – Boješice, křížení s III/00418 – křížení s III/00419 – Mirovice, křížení s I/19
- III/00416 – Nestrašovice, křížení s III/00411 – Dobrá Voda – Bor – Březnice, křížení s II/174
- III/00417 odbočka z III/00415 na Ohař
- III/00418 Boješice, křížení s III/00415 – Touškov
- III/00419 odbočka z III/00415 na Myslín
- III/00420 odbočka z I/4 na Dolní Nerestce
- III/00421 odbočka z I/4 na Dolní Nerestce, paralelně k silnici přes starý kamenný most
- III/00421a spojka mezi III/00420 a III/00421
- III/00421b Mirotice, odbočka z III/00423 na Boudy
- III/00422 Mirotice, odbočka z III/00423 na Lučkovice
- III/00423 MÚK s I/4 a II/121 – Mirotice, křížení s III/00421b, III/00422 a III/12120 – křížení s III/1215 – Radobytce – Bořice
- III/00424 křížení s II/604 (budoucí Exit 82 – Předotice) a III/12114 – Podolí II – Soběšice – Kožlí u Čížové – Šamonice – I/20
- III/00425 odbočka na Pamětice
- III/00426 odbočka na Brloh
- III/00427 spojka I/4 – Brusy – II/139
- III/00427a spojka I/4 a II/139 přes Kbelnice
- III/00428 odbočka na obec Rovná
- III/00429 odbočka k nádraží Strakonice
- III/00430 odbočka z I/22 – Hajská
- III/00430a odbočka na Radošovice
- III/00431 odbočka na Přední Zborovice
- III/00432 odbočka k žst. Strunkovice nad Volyňkou
- III/00433 odbočka z II/171 na Předenice
- III/00434 odbočka na Spůli
- III/00435 odbočka na Výškovice
- III/00436 stará silnice, průtah obcí Zalužany, křížení s III/10249 a III/10248